# Увадзима (княжество)
Княжество Увадзима (яп. 宇和岛藩 Увадзима-хан) — феодальное княжество (хан) в Японии периода Эдо (1608—1871), в провинции Иё региона Нанкайдо на острове Сикоку (современная префектура Эхимэ).

## Краткая история
Административный центр княжества: замок Увадзима (современный город Увадзима, префектура Эхимэ).
Доход хана:
- 1608—1613 годы — 120 000 коку риса
- 1614—1871 годы — 100-70 000 коку риса

Княжество Увадзима было создано в 1608 году. Первым правителем домена стал Томита Нобутака (? — 1633), ранее владевший Цу-ханом в провинции Иё. В 1613—1614 годах Увадзима-хан находился под прямым управлением сёгуната Токугава.
С 1614 по 1871 год княжество Увадзима находилось под управлением рода Датэ. Первым правителем хана с доходом 100 000 коку риса в 1614 году стал Датэ Хидэмунэ (1591—1658), первый сын Датэ Масамунэ, даймё Сэндай-хана. Его потомки управляли княжеством вплоть до 1871 года.
В период Бакумацу 8-й даймё Датэ Мунэнари (1818—1892) занимал видное положение в национальной политике. Ему наследовал Датэ Мунэё (1830—1906), ставший последним правителем княжества.
Увадзима-хан был ликвидирован в 1871 году.

## Правители княжества
- Род Томита, 1608—1613 (тодзама-даймё)

| № | Имя             | Имя       | Годы правления | Годы жизни | Примечания                             |
| - | --------------- | --------- | -------------- | ---------- | -------------------------------------- |
| 1 | Томита Нобутака | 松平 康重 | 1608 — 1613    | ? — 1633   | Старший сын и преемник Томиты Нобухиро |

- Род Датэ, 1614—1871 (тодзама-даймё)

| № | Имя           | Имя       | Годы правления | Годы жизни  | Примечания                                                                       |
| - | ------------- | --------- | -------------- | ----------- | -------------------------------------------------------------------------------- |
| 1 | Датэ Хидэмунэ | 伊達 秀宗 | 1614 — 1657    | 1591 — 1658 | Старший сын Датэ Масасунэ                                                        |
| 2 | Датэ Мунэтоси | 伊達宗利  | 1657 — 1693    | 1635 — 1709 | Третий сын Датэ Хидэмунэ                                                         |
| 3 | Датэ Минэёси  | 伊達宗贇  | 1693 — 1711    | 1665 — 1711 | Третий сын Датэ Цунамунэ                                                         |
| 4 | Датэ Муратоси | 伊達村年  | 1711 — 1735    | 1705 — 1735 | Третий сын и преемник Датэ Минэёси                                               |
| 5 | Датэ Муратоки | 伊達村候  | 1735 — 1794    | 1725 — 1794 | Старший сын Датэ Муратоси                                                        |
| 6 | Датэ Муранага | 伊達村寿  | 1794 — 1834    | 1763 — 1836 | Четвертый сын Датэ Муратоки                                                      |
| 7 | Датэ Мунэтада | 伊達宗紀  | 1824 — 1844    | 1792 — 1889 | Старший сын и преемник Датэ Муранаги                                             |
| 8 | Датэ Мунэнари | 伊達 宗城 | 1844 — 1858    | 1818 — 1892 | 4-й сын хатамото Ямагути Наокацу (1777—1825), усыновлён 7-м даймё Датэ Мунэтадой |
| 9 | Датэ Мунэё    | 青山忠敏  | 1858 — 1871    | 1830 — 1906 | Третий сын 7-го даймё Датэ Мунэтады                                              |